# Hatterianema hollandei
Hatterianema hollandei är en rundmaskart som beskrevs av J.Benjamin Chabaud och Dolfus 1966. Hatterianema hollandei ingår i släktet Hatterianema och familjen Heterakidae. Inga underarter finns listade i Catalogue of Life.